# Zagorski, Kărdjali
Zagorski (în bulgară Загорски) este un sat în comuna Kirkovo, regiunea Kărdjali,  Bulgaria. 

## Demografie
Componența etnică a satului Zagorski
     Turci (11,62%)
     Bulgari (16,27%)
     Nicio identificare (72,09%)
     Altele (0%)
La recensământul din 2011, populația satului Zagorski era de 43 locuitori. Nu există o etnie majoritară, locuitorii fiind bulgari (16,27%) și turci (11,62%). Pentru 72,09% din locuitori nu este cunoscută apartenența etnică.